# Lough Derravaragh

Le Lough Derravaragh (en irlandais : Loch Dairbhreach) est un lough situé en Irlande dans le comté de Westmeath, au nord de Mullingar, entre Castlepollard, Crookedwood et Multyfarnham.
Le Lough Derravaragh se trouve sur la rivière Inny qui coule depuis le Lough Sheelin, sur sa route vers le fleuve Shannon. C'est un lac très apprécié pour la pêche sportive et les sports nautiques. 
Le principal secteur ouvert au public est à Donore près de Multyfarnham. 

## Histoire
Dans les collines, à l'est de Ranaghan, se trouvent des alignements circulaires datant de l'âge de pierre.
Turgesius, Viking connu pour avoir pris Dublin, possédait aussi des places fortes non loin de là, au sud-ouest du Lough Lene.
Knockeyon, la colline de Saint Eyon, se situe sur la rive au sud-est du lac, avec sa pente raide grimpant rapidement à 215 mètres.
À mi-pente, les ruines de l'ancienne chapelle de Saint-Cauragh étaient vouées à Saint-Eyon. La chapelle a été bâtie dans le roc et on pense  qu'elle n'a jamais eu de toit[réf. nécessaire]. Les ruines de la source de saint Cauragh sont juste à côté.
Du côté de Kiltoom, on trouve des tas de pierres provenant d'îles artificielles qui abritaient des gens vivant dans des crannógs. 
Dans les années 1970, des employés du domaine de Tullynally (à 2 km de Castlepollard) ont sorti du lac une barque antique datant de l'Âge de pierre.

## Légendes

### Les enfants de Lir
Lough Derravaragh est surtout connu pour sa légende irlandaise des enfants de Lir.
La légende raconte l'histoire des quatre enfants du roi Lír, transformés en cygne et qui passèrent 300 ans sur le Lough Derravaragh, avant de partir pour le détroit de Moyle ((en) Straits of Moyle) (entre l'Irlande et l'Écosse) pour 300 ans encore, puis 300 ans de plus dans l'Océan Atlantique, près de Erris et de l'île d'Inishglora.

### Saint Cauragh
La légende raconte que Saint Cauragh a été expulsé, par saint Columcille, du  monastère de Kells, pour manque de discipline. Il a erré dans les environs avant d'arriver à Knockeyon.
Loin des yeux du monde, Cauragh souhaitait passer le reste de sa vie à prier Dieu et à jeûner. Il en était à un stade avancé de la maladie et mourant, quand il se mit à prier Dieu d'étancher sa soif. Il fut soudain surpris d'entendre le bruit de l'eau sortant de la roche au-dessus de sa tête. En tendant la main, il put alors boire cette eau fraiche miraculeuse. Il fut aussitôt guéri et se mit à construire la chapelle.
Au Moyen Âge, des milliers de personnes se rendaient près de cette source, entreprenant le pèlerinage à pieds nus jusqu'au sommet de la colline, le premier dimanche de la moisson qui s'appelait alors le « dimanche de Cauragh ». Quand le pèlerinage était terminé, chacun se rendait dans une zone verdoyante, au pied de la colline, où des musiciens jouaient de leurs instruments et le reste de la journée se passait à pique-niquer, boire et danser

## La zone de l'héritage naturel de Lough Derravaragh
Lough Derravaragh est au nord de Mullingar. Il est entouré par les townlands de Clonva, Derrya, Kiltoom, Donore, Ballynakill, Streamstown, et Knockbody au nord du comté de Westmeath. La plus grande partie de cette zone comprend le lac mais aussi elle inclut une grande variété d'habitats de zones humides, de bas-pâturages et de zones boisées. Au nord-ouest, la rivière Inny forme la limite du site.
L'Inny, affluent majeur du fleuve Shannon, alimente et sert d'exutoire à Lough Derravaragh sur sa rive nord-est. De ce côté, le lac est large et peu profond. Dans les environs immédiats, subsistent d'anciennes tourbières et des bas-marais pouvant contenir des restes de tourbe après exploitation.
Lough Derravaragh est peu profond, son eau est calcaire. C'est surtout un très grand ensemble de marais qui va jusqu'au nord-ouest du lac. Dans la majeure partie de cette zone, on a exploité la tourbe et de nombreux endroits ont été affectés à l'agriculture. Des conifères ont été plantés dans les marais les plus hauts et dans les anciennes tourbières.
Une grande partie du haut-marais possède une végétation typique des Midland irlandais avec des espèces comme  la bruyère commune ((en)Ling Heather, Calluna vulgaris) et la Linaigrette engainée ((en) Hare's tail Cottongrass, Eriophorum vaginatum).  La première mousse des marais, Sphagnum papillosum a été rencontrée dans à peu près un tiers des grands marais, avec la sphaigne la plus rare : la Sphaigne imbriquée Sphagnum imbricatum.  par ailleurs, la sphaigne couvre à peu près un tiers des zones marécageuses. 
Le centre du marais est humide, avec une eau stagnante par endroits. La mousses aquatique des marais Sphagnum cuspidatum a été relevée dans les cuvettes. Les chenaux à sec ont été colonisés par des algues (algae), le Scirpe d'Allemagne ((en) Deergrass), (Scirpus cespitosus) et des  lichens. Sur les anciennes tourbières, au sud du lac, se trouvent les zones boisées avec le Bouleau pubescent Betula pubescens ((en) Birch|Downy Birch), avec des carrés d'ajoncs (Gorse Ulex europaeus).
Comme à  Lough Lene, une des particularités est l'importance des Charophytes, à l'intérieur du lac. Aujourd'hui, huit espèces ont été enregistrées, plusieurs d'entre elles sont rares en Irlande. Au bord du rivage, une gamme d'habitats  a été créée par drainage de la rivière Inny. 
Des plants de roseaux et de bouleaux ainsi que des saules se trouvent à l'ouest. Près de là, on trouve aussi une végétation de mares avec de l'eau fraiche :  Carlex spp. et souvent (en) tussock (grass) formant des pelouses avec ((en) Tufted Hair-grass) Deschampsia cespitosa et fescues Festuca spp, avec des herbes à flaurs telles Bidens cernua et Trifid Bur-Marigold.
La rive du lac est riche en substrats minéraux  et plusieurs plantes spécifiques de l'habitat des plaines poussent en abondance comme Black Bog rush (Schoenus nigricans) et  Carlex lepidocarpa ((en)long-stalked Yellow-sedge )
Le lac se trouve dans une Zone de protection spéciale (Special Protection Area (SPA)), répondant à la directive européenne (EU Bird Directive (EC/79/409)).
Trois espèces vivent sur le lac : Oie rieuse à front blanc du Groënland ((en) Greenland White-fronted Goose) (Anser albifrons, sous-espèce flavirostris), Cygne chanteur (Cygnus cygnus), et Pluvier doré (Pluvialis apricaria)) sont sur la liste de l'Annexe I de la Directive Oiseaux requérant des mesures spéciales de conservation concernant leur habitat de manière à assurer leur survie et leur reproduction.
Le rare Charophyte, (Chara denundata), a été rencontré dans la zone en Liste rouge, de même que la Loutre européenne ((en) otter) (Lutra lutra) et le Lièvre variable ((en) Mountain hare, Irish hare) (Lepus timidus hibernicus) dans le district du North Westmeath.

## Activités de loisirs
Le lac est utilisé pour le canoë et d'autres activités sur l'eau. Comme Lough Ennell, Lough Owel, et Lough Lene, c'est un endroit apprécié pour la pêche à la truite.